# Larry Gomesstadion
Het Larry Gomesstadion is een multifunctioneel stadion in Arima, een stad in Trinidad en Tobago. In het stadion is plaats voor 10.000 toeschouwers. Het stadion werd geopend in 2001.
Het stadion wordt vooral gebruikt voor voetbalwedstrijden, de voetbalclub Morvant Caledonia United maakt gebruik van dit stadion. In 2001 werden hier wedstrijden gespeeld voor het wereldkampioenschap voetbal onder 17. In 2010 was er wederom een groot internationaal toernooi, dit keer het wereldkampioenschap voetbal vrouwen onder 17.